# Mikus Hill
Mikus Hill är en kulle i Antarktis. Den ligger i Västantarktis. Argentina, Chile och Storbritannien gör anspråk på området. Toppen på Mikus Hill är 1 497 meter över havet.
Terrängen runt Mikus Hill är platt åt nordväst, men åt sydost är den kuperad. Terrängen runt Mikus Hill sluttar österut. Trakten är obefolkad. Det finns inga samhällen i närheten.